# Полежаев, Юрий Михайлович
Юрий Михайлович Полежаев (24 января 1933 — 20 ноября 2001) — советский учёный-химик, доктор технических наук, профессор, заведующий кафедрой аналитической химии Уральского Политехнического института им. Кирова (ныне УрФУ им. Б. Ельцина) с 1977 по 2000 годы.

## Биография
Доктор технических наук, профессор, работал в Уральском государственном техническом университете заведующим кафедрой аналитической химии с 1977 года по 2000 год.
Специалист в области технологии и анализа материалов на основе циркония и других редких металлов. Его технологические разработки направлены на ускорение процессов вскрытия минералов с использованием гидроактивационного эффекта, а также твердофазных превращений, стимулированных температурой и протекающих в различных условиях (среда, физико-химические параметры).
Автор многих технологических решений по получению солей циркония, материалов на основе чистого и модифицированного оксида циркония, сверхтонких порошков, адсорбентов.
В области химического анализа вел исследования по разработкам эффективных методов вскрытия труднорастворимых проб и методам анализа конкретных материалов на основе редких металлов.
- 1960 год — окончил с отличием физико-технический факультет Архивная копия от 20 марта 2014 на Wayback Machine Уральского политехнического института им. С. М. Кирова и начинает работу в этом институте сначала младшим научным сотрудником кафедры радиохимии, а затем ассистентом кафедры.
- 1965 год — защита кандидатской диссертации.
- 1967 год — доцент кафедры радиохимии, химии и технологии редких элементов и общей химии.
- 1978 год — в феврале утвержден в ученой степени доктора технических наук, в декабре — в ученом звании профессора.

Проводил учебную работу, читал лекционные курсы «Технология очистки сточных вод», «Гидрохимия», «Радиоактивность», «Технология редких элементов», «Неорганическая химия», «Современные методы анализа и контроля продуктов производства», «Методы анализа химического состава вещества», «Физические и химические методы анализа», руководил курсовым и дипломным проектированием, проводил лабораторные занятия по радиохимии, радиометрии, дозиметрии, основам технологии получения изотопов радиоактивности, гидрохимии, технологии очистки сточных вод, химии редких элементов, общей и неорганической химии, аналитической химии, физико-химическим методам анализа.
Автор курса и методических и учебных пособий:
- Программа курса «Современные методы анализа и контроля продуктов производства».
- Методическое пособие к лабораторным работам по рентгеноспектральному анализу.
- Учебные пособия «Избранные методы инструментального анализа», «Физические и химические методы анализа», «Физические методы анализа».

Скончался 20 ноября 2001 года, похоронен на Восточном кладбище Екатеринбурга.

## Достижения
Автор свыше 400 научных и методических публикаций, в том числе — 2 монографии, 4 учебных пособия и 48 авторских свидетельств на изобретения.

## Награды
- Стипендиат Премии первого Президента России Бориса Ельцина.

## Научная работа
Научная работа Полежаева Юрия Михайловича сконцентрирована в области химии, технологии соединения циркония и получения новых материалов на основе соединений этого элемента. Выполненные под его руководством технологические разработки испытаны и внедрены в ряде предприятий и учреждений. Диссертационная работа посвящена исследованию фазовых превращений в цирконийсодержащих окисных и силикатных системах.
К наиболее важным теоретическим достижениям следует отнести открытие биохимического эффекта, расшифровку природы нестехиометрии при разложении гидроксидов, механизма монотропных превращений диоксида циркония, природы метамиктности.
В практическом отношении автором предложено много оригинальных технических решений (79 из них подтверждены авторскими свидетельствами).
К наиболее важным техническим решениям относятся создание принципиально новой технологии получения тугоплавких оксидных материалов высокого качества, усовершенствования в технологии переработки циркониевого сырья, разработки в области синтеза технических материалов на основе циркона и сорбентов для очистки воды в условиях повышенных температур и давлений.

## Список научных трудов
- О термической устойчивости NaHZrSiO5. Журнал «Неорганическая химия» № 5, 1966 г. /Полежаев, Устьянцев, Чухланцев/
- Взаимодействие диоксида циркония с кремнеземом в присутствии карбонатов щелочных металлов. Журнал «Неорганическая химия» № 7, 1966 г. /Полежаев, Капитонов/
- Фазовые превращения диоксида циркония, выделяющиеся при термическом разложении NaHZrSiO5. Сборник «Исследования в обл.химии и силикатов и окислов» Изд. АН СССР, 1966 г. /Полежаев, Устьянцев/
- Получение и некоторые свойства дицирконотрисиликата натрия. Труды Уральского Политехнического института. Вып. 148, 1966 г. /Полежаев/
- Синтез циркона и гафнона. Труды Уральского Политехнического института. Вып. 148, 1966 г. /Полежаев, Чухланцев/
- Гравиметрический анализ сульфатов циркония. «Заводская лаборатория» № 9, 1967 /Полежаев/
- Установка для ДТА и ТГА с использованием одного образца. «Заводская лаборатория» № 1, 1966 /Полежаев, Галкин, Чухланцев/
- Низкотемпературные кубическая и тетрагональная формы диоксида циркония. Журнал физической химии. № 11, 1967 г. /Полежаев/
- Взаимодействие циркона с едким кали. Журнал «Неорганическая химия». № 3, 1968 г. /Полежаев, Чухланцев/
- К методике выбора минерализаторов твердофазных реакций. «Заводская лаборатория» № 10, 1968 г. /Полежаев/
- О термическом поведении совместно осажденных гидроокиси циркония и кремнекислоты. «Неорганические материалы» № 9, 1968 г. /Полежаев, Устьянцев/
- Определение циркона в рудах и технических продуктах. «Заводская лаборатория» № 1, 1969 г. /Полежаев/
- и многие другие труды

## Список авторских свидетельств на изобретения
- Способ получения гидратированного диоксида циркония. (Свид. № 1011529)
- Способ получения силикатов циркония и гафния. (Свид. № 359882)
- Способ определения иттрия и скандия. (Свид. № 1056052)
- Способ получения стабилизированной диоксида циркония и цирконатов. (Свид. № 386846, 539494)
- Способ получения оксидных порошков. (Свид. № 564289)
- Способ разложения цирконийсодержащих материалов. (Свид. № 1201723)
- Способ получения высокопористого оксида алюминия. (Свид. 1239097)
- Суспензия для приготовления огнеупорного материала. (Свид. 1167170)
- Способ получения тугоплавких силикатов. (Свид. 437727)
- Способ получения микросферических окислов металлов. (Свид. № 443583)
- Способ получения гидрозоля оксида алюминия. (Свид. № 1133232)
- Способ получения хлоридного раствора циркония. (Свид. № 1010013)
- Керамический электропроводный материал на основе диоксида циркония. (Свид. № 990063)
- Шахта для получения шпинели. (Свид. № 449021)
- Высокоогнеупорный электропроводный материал. (Свид. № 560862)
- Способ получения окислов металлов. (Свид. № 352841, 421629)
- Способ изготовления огнеупорных изделий. (Свид. № 290015)
- Способ получения гидроокиси алюминия. (Свид. № 738266)
- Способ получения кристаллического корунда. (Свид. № 617908)
- Способ получения цирконата кальция. (Свид. № 608314)
- Способ переработки циркониевых щелочных спеков. (Свид. № 416316)
- Способ восстановления фильтрующей способности металлокерамических фильтров. (Свид № 267579)
- Вещество для термолюминесцентного дозиметра рентгеновского излучения. (Свид. № 370563)
- Неорганическое вещество для сцинтиллятора. (Свид. № 436609)
- Люминесцирующий состав на основе окислов циркония и кремния, активированных редкоземельными элементами. (Свид. № 403317)
- Способ получения окрашенных кристаллов циркона. (Свид. № 462395)
- Способ получения циркона. (Свид. № 434724, 380589)
- Способ получения порошка стабилизированной диоксида циркония. (Свид. № 554211)
- Способ получения титано (цирконо, гафно) силикатов щелочных металлов. (Свид. № 289059)
- Способ получения диоксида циркония из щелочных спеков. (Свид. № 380590)
- Способ восстановления фильтрующей способности металлокерамических фильтров. (Свид. № 267579)
- и др.